# КВН для всех
«КВН для всех» — сайт, посвящённый игре КВН. Основное направление деятельности — публикация новостей, интервью, аналитических статей, писем читателей, посвящённых событиям в КВН, а также о других юмористических проектах.

## История сайта
Сайт «КВН для всех» существует с 2001 года, по адресу kvnru.ru располагается с 2003 года. Является преемником сайтов kvn.ru и kvnru.narod.ru. После переезда на новый хостинг окончательно утверждается привычный ныне формат сайта: публикация независимой информации о КВН и юмористических проектах, новости, репортажи и дискуссии.  В 2008 году «КВН для всех» принял участие в конкурсе web-проектов «Enthusiast Internet Award 2008».

## Премия «КВНщик года»
Начиная с 2008, сайт ежегодно проводит открытое голосование «КВНщик года», посвященное подведению итогов уходящего сезона. Премия вручается в номинациях «КВНщик года», «КВНщица года», «Команда-открытие года», «Шутка года», «Номер года» и др. Специально изготовленные кубки вручаются победителям в дни традиционного фестиваля КВН в Сочи.
Голосование проходит в два этапа: сначала читатели сами предлагают кандидатов на участие в голосовании. Далее из всего обилия вариантов отбираются по десять самых популярных в каждой номинации, которые и выходят во второй тур. Здесь путём открытого опроса и определяются победители.
По результатам голосования в декабре 2008 года, победителями в главных номинациях стали: Давид Цаллаев («Пирамида», Владикавказ), Наталия Медведева («Фёдор Двинятин», Москва-Ступино). Открытием года читатели сайта назвали команду «Фёдор Двинятин».
19 декабря 2009 года стартовало новое голосование, подводящее итоги уходящего года. 17 января 2010 года подведёны итоги ежегодной премии «КВНщик года’09» по версии сайта «КВН для ВСЕХ». В номинации «КВНщик года» победил Александр Гудков («Фёдор Двинятин»), «КВНщицей года» стала Марина Бочкарёва («Фёдор Двинятин»). В номинации «Команда-открытие» победил ярославский «DasISTfak’t».
По итогам 2010 года звание «КВНщик года» получил Турсунбек Кабатов из команды «Казахи». «КВНщицей года» была признана Юлия Ахмедова («25-я», Воронеж). В номинации «Команда-открытие года» первое место осталось за командой «Сега Мега Драйв 16 бит». «Командой завтрашнего дня» была признана «Сборная Физтеха».
По итогам 2011 года звание «КВНщик года» получил Дмитрий Кожома из команды «Станция Спортивная». «КВНщицей года» была вновь признана Юлия Ахмедова («25-я», Воронеж). В номинации «Команда-открытие года» первое место осталось за командой «ГородЪ ПятигорскЪ», в номинации «Команда завтрашнего дня» победила команда «Общага».
По итогам 2012 года звание «КВНщик года» получил Андрей Скороход из команды «Триод и диод». «КВНщицей года» была признана Ольга Картункова («ГородЪ ПятигорскЪ»). В номинации «Команда-открытие года» первое место получила команда «КемБридж», в номинации «Команда завтрашнего дня» победила команда «Одесские мансы».
По итогам 2016 года звание «КВНщик года» получил Эльдияр Кененсаров из команды «Азия MIX». «КВНщицей года» была признана Елена Федотова («Сборная ГУУ и МИСиС»). В номинации «Команда-открытие года» первое место получила команда «Русская дорога» из Армавира, а номинация «Команда завтрашнего дня» не присуждается с 2014 года.
По итогам 2020 года звание «КВНщик года» получил Алексей Кривеня из команды «Русская дорога». «КВНщицей года» была признана Анна Черкашина («Вологодские росы»). В номинации «Команда-открытие года» первое место получила команда «Дети Тьюринга» из Минска.
По итогам 2023 года звание «КВНщик года» получил Вадим Рашидов из команды «Флэш-Рояль». «КВНщицей года» снова была признана Анна Черкашина («Росы» и «Атомная сборная»). В номинации «Команда-открытие года» первое место получила команда «Юрикен» из Владикавказа.

## Сервисы и проекты сайта
- Проект «Девушки КВН» — фотогалерея популярных КВНщиц.
- «Планета КВН» — карта мира от «Яндекс» с отмеченными городами, в которых базируются различные лиги КВН.
- Генератор текстов для членов жюри КВН.
- «Лучшие авторы» — список лучших материалов «КВН для ВСЕХ» и их авторов.
- «Комод» — место, в котором складируются творчество посетителей сайта, тесты, игры, рассказы.
- PDA-версия сайта.

В 2000 году предшественник «КВН для ВСЕХ», сайт kvn.ru, стал лауреатом «Национальной интернет-премии».
На сайте реализована поисковая система «Kvnroogle» — поиск по КВН-сайтам.